# Live ?!*@ Like a Suicide
Live ?!*@ Like a Suicide, auch Live Like a Suicide, ist die erste Veröffentlichung der US-amerikanischen Hard-Rock-Band Guns N’ Roses. Die EP wurde am 13. Dezember 1986 auf dem Band-eigenen Label UZI Suicide mit einer Auflage von 10.000 Stück veröffentlicht und enthält vier Titel, bei denen es sich allesamt um Studioaufnahmen mit eingespieltem Livepublikum handelt. Dieses Verfahren wurde gewählt, da man dem finanziellen Aufwand einer „echten“ Konzertaufnahme scheute. Alle enthaltenen Titel finden sich auch als A-Seite auf der 1988 veröffentlichten EP G N’ R Lies wieder, ebenso das Artwork des Covers.

## Die Lieder

### Reckless Life
Reckless Life ist der Eröffnungssong der Platte. Zu Beginn hört man Slash sagen „Hey fuckers, suck on Guns N’ Fuckin' Roses!“ Das Lied wurde geschrieben von Axl Rose und Izzy Stradlin, als diese noch in der Band Hollywood Rose spielten.

### Nice Boys
Nice Boys ist die Coverversion eines Rose-Tattoo-Songs. Das Original stammt vom 1978er-Album Rose Tattoo.

### Move to the City
Move to the City ist eine Komposition von Izzy Stradlin, Del James und Chris Weber. Der Titel enthält als einziger auf der Platte Blasinstrumente.

### Mama Kin
Mama Kin stammt im Original von Aerosmith, enthalten auf deren gleichnamigen Debütalbum aus dem Jahre 1973. Laut eigenen Aussagen war Aerosmith einer der größten Einflüsse für Guns N’ Roses.

## Titelliste
1. Reckless Life (Guns N’ Roses, Chris Weber) – 3:20
2. Nice Boys (Angry Anderson, Mick Cocks, Geordie Leach, Dallas „Digger“ Royall, Peter Wells) – 3:03
3. Move to the City (Guns N’ Roses, Del James, Chris Weber) – 3:42
4. Mama Kin (Steven Tyler) – 3:57